# Gleirsch-Halltal-keten

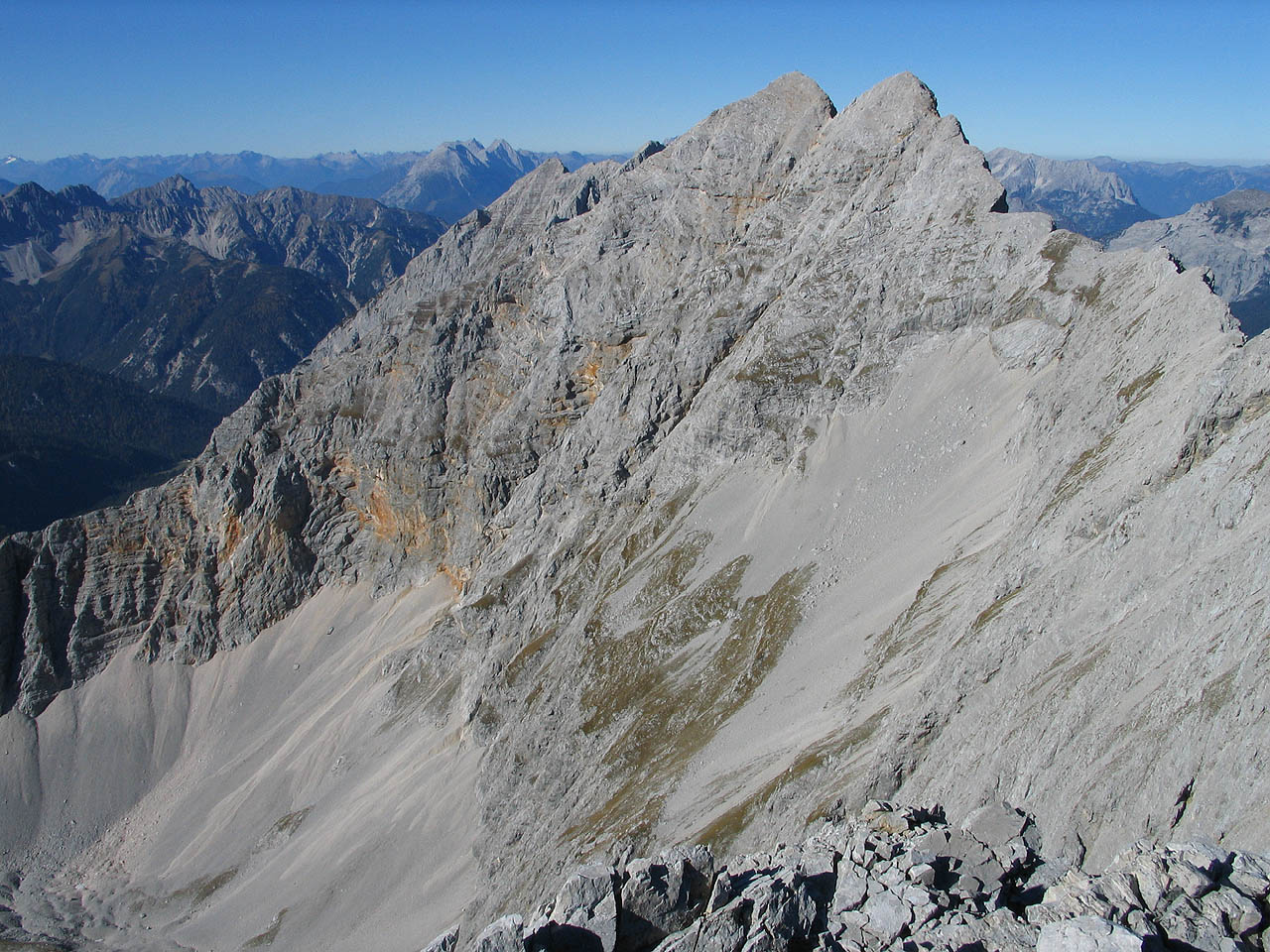
De Praxmarerkarspitze (2642 meter) vanaf de Kaskarspitze

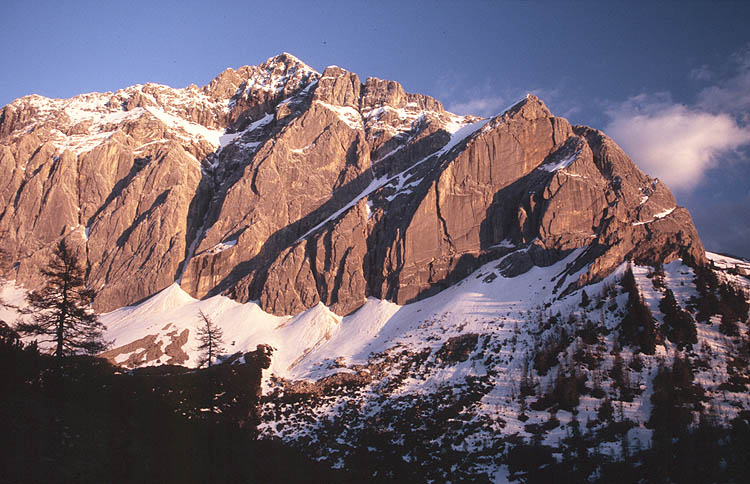
De noordwand van de Speckkarspitze bij het vallen van de avond

De Gleirsch-Halltal-keten is een bergketen van de Karwendel in de Noordelijke Kalkalpen in de Oostenrijkse deelstaat Tirol.
Zij ligt ten zuiden van de hoofdketen van het Karwendelgebergte en is bijna net zo imposant als deze. De naam is afgeleid van de dalen die de bergketen in het zuiden begrenzen: het Gleirsch- of Samertal in het westen en het Halltal in het oosten.
De hoogste bergtop is die van de Große Bettelwurf (2725 meter), die meer dan 2200 meter boven het Inndal uittorent. Andere beroemde bergtoppen zijn de hoekstenen van de Lafatscherjoch: de Speckkarspitze (2621 meter) en de Kleine en Große Lafatscher (2696 meter). Vanuit Scharnitz zijn de westelijke bergtoppen van de keten, waaronder de Hoher Gleirsch, makkelijk te bereiken. De bergtoppen in het middelste deel van de Gleirsch-keten tussen Möslalm en de Pfeishütte (zoals de Jägerkarspitze, de Kaskarspitze, de Westliche en de Östliche Praxmarerkarspitze) zijn minder toegankelijk. Wegen ontbreken, maar desondanks zijn de toppen met licht klimwerk te bereiken. De Lafatscherjoch vormt de enige gemakkelijke overgang vanuit het Hinterautal naar het Halltal.

## Bergtoppen
- Großer Bettelwurf (2725 meter)
- Speckkarspitze (2621 meter)
- Großer Lafatscher (2696 meter)
- Kleiner Lafatscher (2636 meter)
- Hoher Gleirsch (2492 meter)
- Jägerkarspitze (2608 meter)
- Westliche Praxmarerkarspitze (2641 meter)
- Östliche Praxmarerkarspitze (2638 meter)
- Kaskarspitze (2580 meter)
- Sonntagkarspitze (2575 meter)
- Roßkopf (2670 meter)